# Amphistemon
Amphistemon, biljni rod iz porodice broćevki smješten u tribus Spermacoceae, dio potporodice Rubioideae. Postoje dvije priznate vrste s otoka Madagaskara

## Vrste
1. Amphistemon humbertii Groeninckx
2. Amphistemon rakotonasolianus Groeninckx